# 狗狗心事
《狗狗心事》（日語：いぬのえいが）是2005年日本電影，由多位導演執導，本電影合共11個分段短片組成。
另外，續集電影《狗狗心事2》（日語：犬とあなたの物語　いぬのえいが）已於2011年1月22日在全國電影院內上映。

## 演員
- 天海祐希
- 荒川良良
- 江口德子
- Randy Goins
- 伊東美咲
- 川平慈英
- 木村多江
- 北村總一朗
- 小西真奈美
- 宮崎葵
- 中村獅童
- 大橋望美
- 乙葉
- 佐野史郎
- 佐藤隆太
- 高橋克實
- 田中要次
- 渡邊惠理子
- 吉川ひなの

## 導演
- 犬童一心
- 黑田秀樹
- 黑田昌郎
- 永井聰
- 佐藤信介
- 禰津哲久
- 真田敦

## 參註
1. ↑  .   [2011-05-05]. （原始内容存档于2020-11-09）.
2. ↑  .   [2011-05-05]. （原始内容存档于2020-11-26）.
3. ↑  .   [2011-05-05]. （原始内容存档于2011-09-28）.

## 外部連結
- 《狗狗心事》電影官方網站